# فابيو لوبيز
فابيو لوبيز (بالبرتغالية: Fábio Lopes‏) (24 مايو 1985 في ساو لويز في البرازيل – )؛ هو لاعب كرة قدم سابق كان يلعب كمهاجم.

## وصلات خارجية
- فابيو لوبيز على موقع رابطة كرة القدم اليابانية للمحترفين (اليابانية)
- فابيو لوبيز على موقع دوري كوريا الجنوبية (الإنجليزية)
- فابيو لوبيز على موقع قاعدة بيانات كرة القدم.إي يو (الإنجليزية)
- فابيو لوبيز على موقع Soccerway.com (الإنجليزية)
- فابيو لوبيز على موقع عالم كرة القدم.نت (الإنجليزية)